# Budy Józefowskie
Budy Józefowskie – wieś w Polsce położona w województwie mazowieckim, w powiecie żyrardowskim, w gminie Radziejowice. Ma status sołectwa
W latach 1975–1998 miejscowość administracyjnie należała do województwa skierniewickiego.